# Strmilov
Strmilov är en stad i Tjeckien.   Den ligger i regionen Södra Böhmen, i den centrala delen av landet, 120 km sydost om huvudstaden Prag. Strmilov ligger 535 meter över havet och antalet invånare är 1 399.
Terrängen runt Strmilov är huvudsakligen lite kuperad. Strmilov ligger nere i en dal. Runt Strmilov är det ganska glesbefolkat, med 38 invånare per kvadratkilometer. Närmaste större samhälle är Jindřichův Hradec, 14,3 km väster om Strmilov. Omgivningarna runt Strmilov är en mosaik av jordbruksmark och naturlig växtlighet.